# Lluvia
『Lluvia』（ジュビア）は、今井美樹の6枚目のオリジナル・アルバム。1991年9月7日発売。発売元はフォーライフ・レコード（現・フォーライフミュージックエンタテイメント）。

## 概要
帯コピー：乾いた大地に降りそそぐ、潤いのジュビア(雨)…。
アルバム・タイトルはスペイン語で″雨″を意味する。写真集の撮影でペルーとメキシコへ訪れる前に、今井はチャームポイントでもあったロングヘアーを30cm以上カットしている。
1988年の『Bewith』以来、2作目のオリコンアルバムチャート1位を獲得。大ヒットした前作『retour』に続き佐藤準が音楽プロデュースを手がけている。先行、リカット含め結果的にシングル曲が一切収録されないアルバムであったがミリオンに迫る売上を達成した。

## 収録曲

### CD
| 全編曲: 佐藤準。 |                          |                           |            |       |
| #                | タイトル                 | 作詞                      | 作曲       | 時間  |
| 1.               | 「SATELLITE HOUR」       | 岩里祐穂                  | MAYUMI     | 4:37  |
| 2.               | 「ひとりになってみよう」 | 上田知華                  | 上田知華   | 4:56  |
| 3.               | 「夢の夜」               | 今井美樹                  | 山口美央子 | 3:56  |
| 4.               | 「あこがれのままで」     | 岩里祐穂                  | 上田知華   | 6:07  |
| 5.               | 「プラスα」              | 岩里祐穂                  | 佐藤準     | 5:35  |
| 6.               | 「Tea For Two」          | TOM JOBIM 今井美樹 (訳詞) | TOM JOBIM  | 3:31  |
| 7.               | 「Lluvia」               | 今井美樹                  | MAYUMI     | 5:13  |
| 8.               | 「笑顔」                 | 岩里祐穂                  | 上田知華   | 5:22  |
| 9.               | 「黄昏」                 | 今井美樹                  | 柿原朱美   | 4:48  |
| 10.              | 「DISTANCE」             | 上田知華                  | 上田知華   | 5:40  |
| 合計時間:        | 合計時間:                | 合計時間:                 | 合計時間:  | 50:11 |

### 曲解説
1. SATELLITE HOUR
2. ひとりになってみよう
3. 夢の夜
  - 不倫をテーマにした曲としては、『retour』収録の「半袖」に次いで有名な曲。
4. あこがれのままで
5. プラスα
6. Tea For Two
  - シングル「PIECE OF MY WISH」のカップリング曲として後にリカットされた。
7. Lluvia
8. 笑顔
9. 黄昏
10. DISTANCE

## 参加ミュージシャン
| SATELLITE HOUR - Drums：山木秀夫 - Bass：美久月千晴 - Guitar：今剛 - Keyboards：佐藤準、友成好宏 - Synthesizer Programmer：浦田恵司 - Computer Programmer：富永邦彦、勝浦剛 - Chorus：佐藤準、比山清 ひとりになってみよう - Drums：山木秀夫 - Bass：美久月千晴 - Guitar：今剛 - Keyboards：佐藤準、友成好宏 - Tambourine：山下ひでお - Synthesizer Programmer：浦田恵司 夢の夜 - Drums：山木秀夫 - Bass：高水健司 - Guitar：今剛 - Keyboards：佐藤準、友成好宏 - Synthesizer Programmer：浦田恵司、水島康貴 - Assistant Operator：小笠原学 - Chorus：佐藤準、比山清 あこがれのままで - Drums：山木秀夫 - Bass：美久月千晴 - Guitar：今剛 - Keyboards：佐藤準、友成好宏 - Synthesizer Programmer：浦田恵司 プラスα - Drums：山木秀夫、青山純 - Bass：佐藤準 - E.Guitar：今剛 - Keyboards：佐藤準、中西康晴 - Ethnic Marimba：山木秀夫 - Synthesizer Programmer：浦田恵司、水島康貴 - Saxophone：斉藤清 - Chorus：佐藤準、比山清 | Tea For Two - A.Guitar：笛吹利明 Lluvia - Drums：青山純 - Bass：美久月千晴 - Guitar：今剛 - Keyboards：佐藤準、友成好宏 - Banbú De Lluvia：フェルナンド清水 - Synthesizer Programmer：北城浩志、水島康貴 - Chorus：今井美樹、ムッシュかまやつ 笑顔 - Drums：青山純 - Bass：美久月千晴 - Guitar：今剛 - Keyboards：佐藤準、友成好宏 - Synthesizer Programmer：浦田恵司 - Strings：加藤JOEグループ 黄昏 - A.Guitar：笛吹利明 - Acoustic Piano：佐藤準 - CONGA：今剛 DISTANCE - Drums：青山純 - Bass：美久月千晴 - E.Guitar：今剛 - Keyboards：佐藤準、友成好宏 - Synthesizer Programmer：北城浩志 |